# Lucia Rijker
Lucia Frederica Rijker (Amsterdam, 6 december 1967) is een Nederlands kickbokser, bokser en actrice. Haar bijnaam luidt Lady Tyson.

## Geboren
Rijker werd geboren in Amsterdam-Noord als kind van een Surinaamse vader en een Nederlandse moeder en groeide op met vier kinderen thuis.

## Bokscarrière
Zowel in het kickboksen als in het gewone boksen was Rijker jarenlang ongenaakbaar. Ze won al haar profwedstrijden – 36 in het kickboksen, waarvan 25 door knock-out en zeventien in het boksen, waarvan veertien door knock-out.
In haar vroege jeugd deed Rijker aan judo, softbal en schermen. Op haar vijftiende begon ze met kickboksen. Bij de Amsterdamse sportschool Vos stond ze onder begeleiding van haar leraar of sensei Johan Vos en trainde ze met Mousid Akhamrane, Ivan Hippolyte en Ernesto Hoost. Ze won uiteindelijk vier verschillende wereldtitels. Daarna verlegde ze haar focus naar het gewone boksen waarin ze twee wereldtitels behaalde. De enige kickbokswedstrijd die ze verloren heeft, was een demonstratiepartij tegen een man.
Haar volledige boksrecord werd uiteindelijk 54-0-1 (54 gewonnen, 0 verloren, 1 gelijk), met 39 gevechten gewonnen op knock-out. Haar boksrecord werd 17-0, met 14 gevechten gewonnen op knock-out. Haar laatste gevecht was op 20 mei 2004 tegen Deborah 'Sunshine' Fettkether. Dit gevecht won ze na 10 ronden op punten.

## Filmcarrière
Lucia Rijker speelde ook in een aantal films. Eerst in een documentaire over vrouwenboksen, (Shadow Boxers), maar later ook in speelfilms zoals in Rollerball. In 2004 speelde ze de belangrijke rol van de regerend wereldkampioene Billie the Blue Bear in de met Oscars gewaardeerde film Million Dollar Baby van regisseur Clint Eastwood. Tijdens de opnamen van deze film was Rijker ook de persoonlijke bokstrainster van hoofdrolspeelster Hilary Swank.
Ze speelde ook in 2005 een klein rolletje in The L Word als trainer van Dana. In 2008 is ze opnieuw kort in deze serie te zien in de rol van Dusty, de celgenoot van personage Helena Peabody.
Begin 2008 werd bekendgemaakt dat Rijker een rol zou spelen in de elfde Star Trek-film, als Romulan Communications Officer. De film werd in 2009 in de bioscoop uitgebracht.
Voor de Boeddhistische Omroep Stichting presenteerde zij het programma Lucia in de Ring, waarin vier personen hun visie op het onderwerp democratie gaven. Daarnaast presenteerde zij ook het programma Lucia Rijker en het gevecht om liefde (2009) voor diezelfde omroep.
Rijker was een van de deelneemsters van het programma 71° Noord dat in 2008 door RTL 5 werd uitgezonden. Ook deed ze mee in De Pelgrimscode, een televisieprogramma van de EO.
In 2014 verscheen Bittersweet, de prijswinnende documentaire van Marieke Niestadt over de Australische vrouwelijke bokser Diana Prazak en haar trainster Lucia Rijker. Prazak trainde voor de wereldtitel in het Super Vedergewicht. Zij won de wedstrijd van de kampioene Frida Wallberg in de 8ste ronde met een knock-out, maar Wallberg raakte buiten westen en moest in het ziekenhuis worden geopereerd aan een levensgevaarlijke zwelling in haar hersenen.
In 2014 deed Rijker mee aan het tweede seizoen van het SBS6-programma Sterren Springen op Zaterdag, waarbij ze leerde schoonspringen. Na een sprong werd Rijker afgevoerd naar het ziekenhuis, uiteindelijk bleek ze alleen een gebroken tand eraan over te hebben gehouden. In 2016 was zij hoofdpersoon in het programma Verborgen verleden. In het najaar van 2016 speelde Rijker de rol als trainer in de VPRO-jeugdserie Eng.
In 2017 nam Rijker de rol op zich van coach in het televisieprogramma Dream School. In dit programma helpt zij samen met een team jongeren vooruit die om verschillende redenen zijn vastgelopen in hun leven. Zij speelt met Eric van 't Zelfde een leidende rol binnen de serie. Zij vervult dezelfde rol in de andere zes seizoenen van het gelijknamige televisieprogramma.

## Prijzen

### Kickboksen
- IWBA Women's Boxing World Champion: 1988–1989
- WKA Women's Division World Champion: 1985–1994
- ISKA Women's Division World Champion: 1989–1994

### Boksen
- WIBF Super Lightweight World Champion: 1997
- WIBO Junior Welterweight World Champion: 1998
- European WIBF Boxing Champion: 1997–1998

## Individuele prijzen
- World Boxing Hall of Fame: 2009
- International Women's Boxing Hall of Fame: 2014
- California Hall of Fame: 2016
- Black Achievement Award (categorie Sport): 2018
- International Boxing Hall of Fame: 2020